# 琥珀酸脱氢酶

琥珀酸脱氢酶有两种，一种是以泛醌作为受体的，另一种是作用于所有受体。

## 琥珀酸脱氢酶
- EC编号：1.3.5.1
- 通用名：琥珀酸脱氢酶
  - 英文：Succinate dehydrogenase
- 催化反应：琥珀酸+泛醌=富马酸+泛醇
- 系统名称：琥珀酸:泛醌氧化还原酶
- CAS号：9028-11-9
- 注释：是含铁-硫中心的黄素蛋白。存在于线粒体中。

- EC编号：1.3.99.1
- 通用名：琥珀酸脱氢酶
  - 英文：Succinate dehydrogenase
- 催化反应：琥珀酸+受体=富马酸+被还原的受体
- 系统名称：琥珀酸:(受体) 氧化还原酶
- CAS号：9002-02-2
- 注释：是含铁-硫中心的黄素蛋白。